# Franta Župan
Franta Župan (vl. jménem František Procházka) (23. května 1858 Běštín – 13. ledna 1929 Kolín) byl český učitel a spisovatel.

## Život
Do školy chodil v Hostomicích. Gymnázium absolvoval v Berouně a poté vystudoval zeměpis a dějepis na filozofické fakultě v Praze. Jako vystudovaný učitel pobýval v letech 1884–1885 v Bulharsku jako učitel v rodině hraběte Rudolfa Thurn-Taxise. Od roku 1886 byl profesorem na českých středních školách v Praze, Olomouci, Třebíči (Gymnázium Třebíč, 1877/78), Brně, Novém Městě na Moravě a nejdéle v Kolíně (1901–1917).
Během studia na filozofické fakultě získal svůj literární pseudonym. Přispíval tehdy také do humoristického časopisu Švanda dudák, který redigoval o čtyři roky starší Ignát Herrmann. Na jedno z Herrmannových upozornění, že nepodepsal svůj příspěvek, prý František Procházka odpověděl: „Dejte jakékoli jméno!“

## Literární dílo
- Miroslava z Lestkova (1879) – historická povídka na motivy podbrdské pověsti
- Vzpomínky z přírody do roku 1881 – povídky o zvířatech
- Z Přeslavského dvora – historická práce z bulharských dějin
- Humoresky (1885) – povídky o zvířatech
- Jednoroční vojna (1888) – povídky o zvířatech
- čtyřdílný román Pepánek nezdara (1888) – vrcholné dílo, soubor příběhů o Pepánkovi, jeho malém bratříčkovi Vojtíškovi a jejich venkovských kamarádech, sledování života dospělých s kritickou ironií, kniha byla zfilmována v režii Přemysla Pražského v roce 1923[3][1]
  - III. Lojzík vychovatelem (1918) Dostupné online
- Vzpomínky (1893), Dle přírody (1894), Z různých pamětí (1894) – sbírky z příspěvků do časopisů
- bajky Po stopě pravdy – sbírka z příspěvků do Herrmannova Švandy dudáka

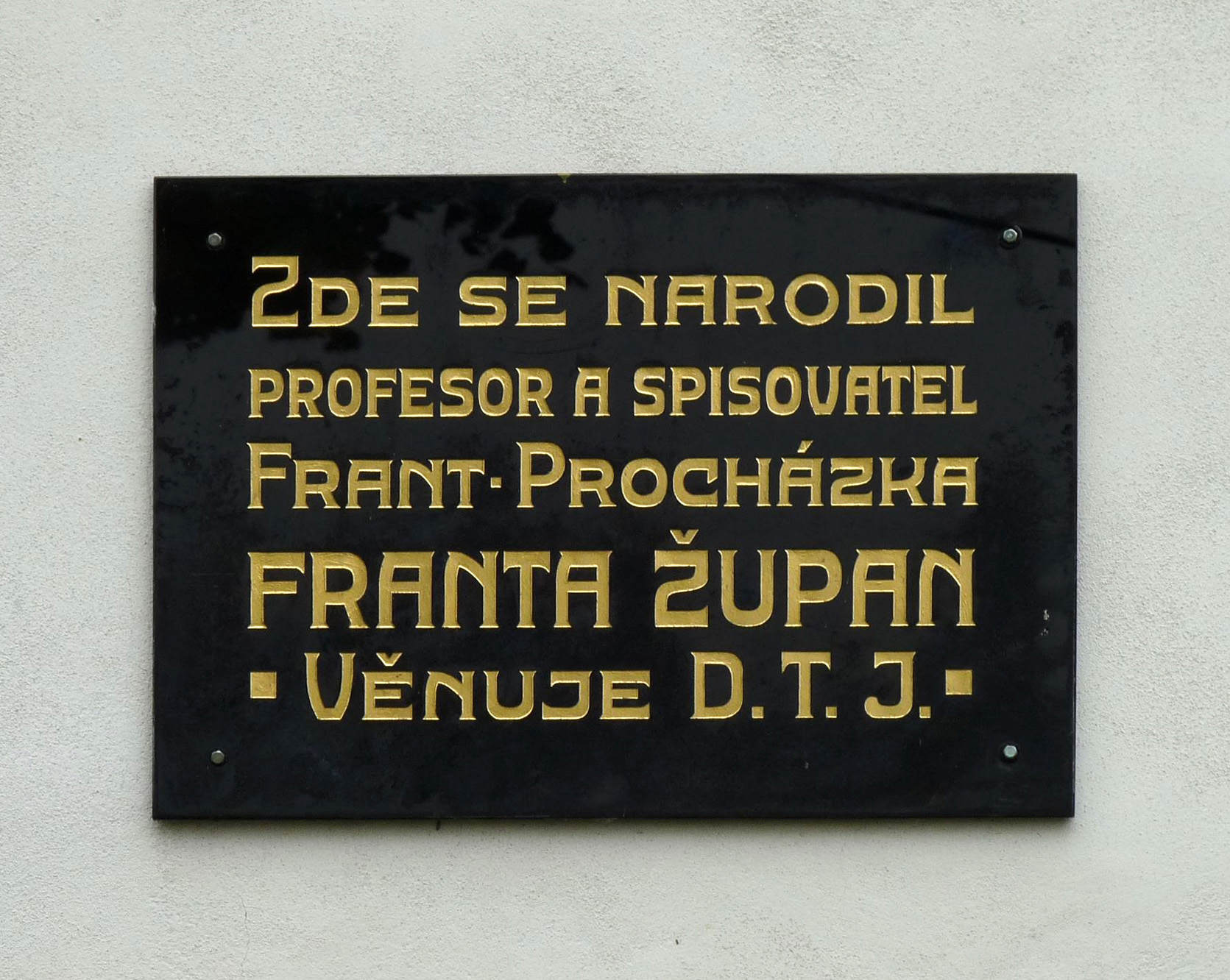
Pamětní deska na rodném domě v Běštíně

- Vpád